# Arboretum Saint-Antoine
El Arboreto Saint-Antoine (en francés: Arboretum Saint-Antoine, también Arboretum d'Ervy-le-Châtel),  es un arboreto de unas 2 hectáreas de extensión, en Ervy-le-Châtel, departamento de Aube,   Francia. 
Está abierto a diario y la entrada es gratuita. Está cerrado en los meses de julio y agosto.  

## Historia
Durante el siglo XVIII son muy abundantes los lobos en el campo de los alrededores de Ervy-le-Châtel, situada entre los bosques de "Chaourçois" y de "Othe". En siete años, desde 1768 hasta 1774 fueron matados 2986 lobos, lobas y lobeznos en los cantones de Aix-en-Othe, Bouilly y Ervy-le-Chatel.
Este arboreto data del siglo XVIII.
Se encuentra en los terrenos de la iglesia de "Saint Antoine". 

## Colecciones
Actualmente el arboreto contiene:
- Colección de 700 tipos de coníferas, 300 Aceres japoneses, y unas 100 magnolias.